# Ordre de bataille lors de la bataille des Cardinaux
Ce qui suit est l'ordre de bataille des forces militaires en présence lors de la bataille des Cardinaux, qui eut lieu le 20 novembre 1759 lors de la guerre de Sept Ans.

## Flotte française
La liste des navires ayant participé à la bataille des Cardinaux est donnée ci-après. Ils sont, suivant l'usage du temps, répartis en trois escadres, lointaine réminiscence de l'organisation des armées de terre avec un corps de bataille, le plus honorable, suivi d'une aile droite et enfin d'une aile gauche.
- Escadre blanche et bleue, avant-garde, sous les ordres de M. de Bauffremont, arborant sa marque sur Le Tonnant.
- Escadre blanche, corps de bataille, sous le commandement de l'amiral de Conflans, sur le Soleil Royal.
- Escadre bleue, arrière-garde, sous le commandement de M. de Saint-André du Verger, arborant sa marque sur Le Formidable[1].

| Nom               | Escadre         | Rang              | Année construction | Commandement                                     | Canons | Hommes | Commentaires |
| ----------------- | --------------- | ----------------- | ------------------ | ------------------------------------------------ | ------ | ------ | --- |
| Le Soleil Royal   | blanche         | Vaisseau de ligne | 1749               | Paul Osée Bidé de Chézac                         | 80     | 950    | Sous la marque de Conflans — incendié par l'équipage au Croisic sur son ordre                                                                      |
| L’Orient          | blanche         | Vaisseau de ligne | 1756               | Alain Nogérée de la Filière                      | 80     | 750    | Marque du chevalier de Budes de Guébriant — réfugié à Rochefort                                                                                    |
| Le Formidable     | bleue           | Vaisseau de ligne | 1751               | Louis de Saint-André du Verger                   | 80     | 800    | Marque de Saint-André du Verger — pris |
| Le Tonnant        | blanche & bleue | Vaisseau de ligne | 1740               | Antoine de Marges de Saint-Victoret              | 80     | 800    | Marque du chevalier de Bauffremont — réfugié à Rochefort                                                                                           |
| Le Magnifique     | bleue           | Vaisseau de ligne | 1748               | Sébastien-François Bigot de Morogues             | 74     | 650    | Réfugié à Rochefort |
| L'Intrépide       | blanche & bleue | Vaisseau de ligne | 1747               | Charles Le Mercerel de Chasteloger               | 74     | 650    | Réfugié à Rochefort |
| Le Héros          | bleue           | Vaisseau de ligne | 1735               | Vicomte de Sansay                                | 74     | 650    | Démâté, puis échoué au Croisic et incendié par les Anglais                                                                                         |
| Le Thésée         | blanche & bleue | Vaisseau de ligne | 1757               | Guy François de Kersaint                         | 74     | 650    | Coulé, l'épave a été localisée en 2009 sur le plateau de l'Artimon,                                                                                |
| Le Robuste        | blanche         | Vaisseau de ligne | 1758               | Fragnier de Vienne                               | 74     | 650    | Réfugié en Vilaine, s’en échappe le 28 novembre 1761                                                                                               |
| Le Glorieux       | blanche         | Vaisseau de ligne | 1756               | René Villars de la Brosse-Raquin                 | 74     | 650    | Réfugié en Vilaine, s’en échappe le 25 avril 1762                                                                                                  |
| Le Dauphin Royal  | blanche         | Vaisseau de ligne | 1735               | André d’Urtubie                                  | 74     | 630    | Réfugié à Rochefort |
| Le Northumberland | blanche & bleue | Vaisseau de ligne | 1743               | Vincent-Jean de Bellingant                       | 70     | 630    | Réfugié à Rochefort, pris en 1744 par Hubert de Brienne de Conflans                                                                                |
| Le Juste          | bleue           | Vaisseau de ligne | 1724               | François de Saint-Allouarn †                     | 70     | 630    | Coulé à la pointe de Chemoulin à l'entrée de la Loire.                                                                                             |
| Le Superbe        | blanche & bleue | Vaisseau de ligne | 1738               | Jean-Pierre-René-Séraphin du Tertre de Montalais | 74     | 630    | Coulé au combat |
| Le Dragon         | blanche         | Vaisseau de ligne | 1745               | Louis-Charles Le Vassor de La Touche             | 64     | 450    | Réfugié en Vilaine, s’en échappe dans la nuit du 6 au 7 janvier 1761                                                                               |
| L'Éveillé         | blanche & bleue | Vaisseau de ligne | 1752               | Pierre-Bernardin Thierry de La Prévalaye         | 64     | 450    | Réfugié en Vilaine, s’en échappe le 28 novembre 1761                                                                                               |
| Le Brillant       | blanche & bleue | Vaisseau de ligne | 1757               | Louis-Jean de Kerémar                            | 64     | 450    | Réfugié en Vilaine, s’en échappe dans la nuit du 6 au 7 janvier 1761                                                                               |
| Le Bizarre        | bleue           | Vaisseau de ligne | 1751               | Louis-Armand-Constantin de Rohan                 | 64     | 450    | Réfugié à Rochefort |
| Le Solitaire      | blanche         | Vaisseau de ligne | 1758               | Louis-Vincent de Langle                          | 64     | 450    | Réfugié à Rochefort |
| Le Sphinx         | bleue           | Vaisseau de ligne | 1755               | de Gouyon chevalier de Coutance La Selle         | 64     |        | Réfugié en Vilaine, s’en échappe le 25 avril 1762                                                                                                  |
| L'Inflexible      | bleue           | Vaisseau de ligne | 1755               | Tancrède de Caumont                              | 64     |        | Réfugié en Vilaine, jeté à la côte le 1er janvier 1760 par la tempête, puis démembré                                                               |
| L’Hébé            |                 | Frégate           | 1757               | Lagadec Mesedern de Kerloury                     | 40     |        | Sortie de Brest, endommagée au cours d’un abordage avec le Robuste, la frégate ne participe pas au combat, devant rentrer à Brest pour réparations |
| La Vestale        |                 | Frégate           | 1757               | de Montfiquet                                    | 34     |        | Réfugié en Vilaine, s’en échappe dans la nuit du 6 au 7 janvier 1761                                                                               |
| L'Aigrette        |                 | Frégate           | 1756               | de Longueville                                   | 34     |        | Réfugié en Vilaine, s’en échappe dans la nuit du 6 au 7 janvier 1761                                                                               |
| La Calypso        |                 | Corvette          | 1756               | Paul Alexandre du Bois-Berthelot                 | 16     | 155    | Réfugié en Vilaine, s’en échappe dans la nuit du 6 au 7 janvier 1761                                                                               |
| Le Prince Noir    |                 | Corvette          | 1759               | Pierre-Joseph Kergariou de Roscouet              | 6      |        | Réfugié en Vilaine, s’en échappe dans la nuit du 24 au 25 mai 1760                                                                                 |

La liste ci-dessus ne donne pas la position des navires dans la ligne de bataille
- Quelques précisions sur le rang.

Les vaisseaux de ligne sont classés par rang, selon leur puissance de feu. Les vaisseaux français de premier rang sont des trois-ponts ; il n'y en a pas aux Cardinaux. Les vaisseaux de deuxième rang sont des navires de 80 canons en deux batteries ; la batterie basse a 15 canons de 36 livres sur chaque bord, et la batterie haute, 16 canons de 18 livres. Le troisième rang regroupe les navires de 74 canons, toujours à deux ponts et qui sont équipés de quatorze 36 livres et quinze 18 livres, et les vaisseaux de 64 canons, armés avec treize 24 livres et quatorze 12 livres. Les navires en dessous de 64 canons ne sont plus considérés comme étant suffisamment armés, ni suffisamment robustes pour tenir place dans la ligne de bataille. C'est le cas des 50 canons.

## Flotte britannique
La flotte de l'amiral Hawke est aussi classiquement répartie en trois escadres. L'escadre bleue, avant-garde, l'escadre rouge, corps de bataille, et escadre blanche, arrière-garde.
Elle est aussi prévue pour combattre en ligne de bataille. Cette ligne doit être formée, sur ordre, dès que Hawke veut engager le combat.
La petite escadre du commodore Duff ne prend pas part au combat proprement dit. Elle ne fait pas partie de la flotte de Hawke, même si celui-ci est en droit de lui donner des ordres. Quand les Français arrivent, les navires de Duff sont à l'ancre, à l'abri de Quiberon, avec mission de surveiller les transports français du golfe du Morbihan.

### Liste des navires
Les navires sont listés en trois parties. La première concerne les vaisseaux de ligne de Hawke.
- Escadre bleue, avant-garde, sous le commandement de Charles Hardy, vice-amiral de la Bleue[N 12],[15] arborant sa marque sur HMS Union.
- Escadre rouge, centre, sous le commandement de Edward Hawke, amiral de la Bleue, sur le trois-ponts HMS Royal George.
- Escadre blanche, arrière-garde, commandée par Francis Geary, contre-amiral de la Bleue, arborant sa marque sur HMS Resolution[16].

La deuxième liste, les autres navires qui accompagnaient les vaisseaux de Hawke. La troisième, les navires qui faisaient le blocus du Morbihan à la Loire.
| Nom          | Escadre | Rang | Année construction | Commandement           | Canons | Hommes | Commentaires                           |
| ------------ | ------- | ---- | ------------------ | ---------------------- | ------ | ------ | -------------------------------------- |
| Royal George | rouge   | 1    | 1756               | John Campbell          | 100    | 880    | Portant la marque de Edward Hawke      |
| Union        | bleue   | 2    |                    | Thomas Evans,          | 90     | 770    | Portant la marque de Sir Charles Hardy |
| Duke         | bleue   | 2    | 1678               | Samuel Graves          | 90     | 750    |                                        |
| Namur        | blanche | 2    | 1755               | Matthew Buckle         | 90     | 780    | Portant la marque d'Edward Boscawen    |
| Resolution   | blanche | 3    | 1758               | Henry Speke            | 74     | 600    | Échoué au Four                         |
| Hero         | blanche | 3    | 1759               | George Edgcumbe        | 74     | 600    |                                        |
| Warspite     | bleue   | 3    | 1758               | John Bentley           | 74     | 600    |                                        |
| Hercules     | bleue   | 3    | 1759               | William Forterscue     | 74     | 600    |                                        |
| Torbay       | rouge   | 3    | 1683               | Augustus Keppel        | 70     | 520    |                                        |
| Magnanime    | rouge   | 3    | 1748               | Richard Howe           | 70     | 520    |                                        |
| Mars         | blanche | 3    | 1759               | James Young            | 70     | 520    |                                        |
| Swiftsure    | bleue   | 3    | 1750               | Thomas Stanhope        | 70     | 520    |                                        |
| Dorsetshire  | rouge   | 3    | 1757               | Peter Denis            | 70     | 520    |                                        |
| Burford      | rouge   | 3    | 1757               | James Gambier          | 70     | 520    |                                        |
| Chichester   | rouge   | 3    | 1753               | William Saltren Willet | 70     | 520    |                                        |
| Temple       | blanche | 3    | 1758               | Washington Shirley     | 70     | 520    |                                        |
| Essex        | blanche | 3    | 1679               | Lucius O'Brien         | 64     | 480    | Échoué au Four                         |
| Revenge      | rouge   | 3    | 1673               | John Storr             | 64     | 480    |                                        |
| Montagu      | bleue   | 3    | 1757               | Joshua Rowley          | 60     | 400    |                                        |
| Kingston     | bleue   | 3    | 1697               | James Shirley          | 60     | 400    |                                        |
| Intrepid     | bleue   | 3    | 1747               | Jervis Maplesden       | 60     | 400    |                                        |
| Dunkirk      | blanche | 3    | 1754               | Robert Digby           | 60     | 420    |                                        |
| Defiance     | blanche | 3    | 1744               | Patrick Baird          | 60     | 420    |                                        |

- Autres navires attachés

| Nom       | type    | Année construction | Commandement         | Canons | Hommes | Commentaires |
| --------- | ------- | ------------------ | -------------------- | ------ | ------ | ------------ |
| Minerva   | frégate |                    | Alexander Hood       | 32     | 220    |              |
| Venus     | frégate |                    | Thomas Harrison      | 36     | 240    |              |
| Vengeance | frégate |                    | Gamaliel Nightingale | 28     | 200    |              |
| Coventry  | frégate | 1757               | Francis Burslem      | 28     | 200    |              |
| Sapphire  | frégate |                    | John Strachan        | 32     | 220    |              |

- Escadre du commodore Duff.

| Nom        | Rang | Année construction | Commandement         | Canons | Hommes | Commentaires |
| ---------- | ---- | ------------------ | -------------------- | ------ | ------ | --- |
| Rochester  | 4    | 1749               | Robert Duff          | 50     | 350    | |
| Portland   | 4    | 1744               | Marriot Arbuthnot    | 50     | 350    | |
| Falkland   | 4    | 1744               | Francis Samuel Drake | 50     | 350    | |
| Chatham    | 4    | 1758               | John Lockhart-Ross   | 50     | 350    | |
| Belliqueux | 4    | 1756               | Thomas Saumarez      | 64     | 500    | Ne participe pas à la bataille des Cardinaux ; navire français capturé le 8 novembre 1758 par l'Antelope, commandée par T. Saumarez,. |